# Sargis Adamian
Sargis Adamian (ur. 23 maja 1993 w Erywaniu) – ormiański piłkarz, reprezentant Armenii oraz niemieckiego klubu TSG 1899 Hoffenheim.

## Kariera klubowa
Sargis Adamian całą swoją piłkarską karierę spędził w Niemczech. Jest wychowankiem 1. FC Neubrandenburg 04. Później występował w mniej znanych niemieckich klubach (poza Hansą Rostock). W sezonie 2017/2018 podpisał kontrakt z klubem z 2. Bundesligi – SSV Jahn Regensburg. 14 maja 2019 podpisał 3-letni kontrakt z TSG 1899 Hoffenheim dzięki czemu zadebiutował w Bundeslidze.

## Kariera reprezentacyjna
Sargis Adamian to były reprezentant Armenii w kategorii U-21. W pierwszej reprezentacji Armenii zadebiutował 11 czerwca 2013 roku w sensacyjnie wygranym 4:0 wyjazdowym meczu z Danią w ramach eliminacji do Mistrzostw Świata 2014. Na dzień 20 grudnia 2020 bilans jego występów w kadrze seniorów to 20 spotkań i 2 bramki.

## Bramki w reprezentacji
| Nr | Data              | Obiekt                                        | Przeciwnik    | Bramka na | Rezultat | Zawody                        |
| -- | ----------------- | --------------------------------------------- | ------------- | --------- | -------- | ----------------------------- |
| 1. | 19 listopada 2020 | Rheinpark Stadion, Vaduz, Liechtenstein       | Liechtenstein | 0–1       | 2-2      | Liga Narodów UEFA (2018/2019) |
| 2. | 15 listopada 2020 | Stadion im. Borisa Paiczadze, Tbilisi, Gruzja | Gruzja        | 1–2       | 1-2      | Liga Narodów UEFA (2020/2021) |